# Olaf Bull
Olaf Jacob Martin Luther Breda Bull (Kristiania, 10 november 1883 – Oslo, 29 juni 1933) was een Noorse dichter en schrijver.

## Leven
Buul was de zoon van schrijver Jacob Breda Bull. Zijn eerste gedichten publiceerde hij in het blad van het gymnasium. Hij studeerde letterkunde en geschiedenis in Kristiania. Vervolgens begon hij te werken als journalist voor de kranten Posten en Dagbladet. Vanaf 1909 ging hij zijn gedichten publiceren. Bull verbleef gedurende zijn leven vaak langere periodes in het buitenland, met name in Parijs, Kopenhagen en Rome en stond daar bekend als een bohemien. Hij was een van de mensen die James Joyce introduceerden in de Scandinavische geschiedenis en literatuur, toen deze werkte aan Finnegans Wake. Zijn zoon, Jan Bull, werd eveneens dichter. Hij overleed in 1933, op 49-jarige leeftijd.

## Werk
Bull was een bijzonder productief dichter, maar verwierp veel en publiceerde slechts weinig. Hij wordt primair beschouwd als vormkunstenaar. Zijn gedichten zijn klassiek van opbouw, maar verraden zijn onrustig innerlijk temperament. Deze spanning geeft zijn werk iets neoromantisch, later zelfs iets modernistisch. Zijn stijl is melancholiek, melodieus en muzikaal, maar geeft ook uiting aan een zekere gespletenheid. Hij behandelt belangrijke kwesties, zoals liefde, verdriet en dood, maar wordt toch vooral ook gezien als de "dichter van de lente": in de aller vroegste beelden van het voorjaar vindt hij uitdrukking voor zijn genegenheid en fascinatie voor het steeds weer opnieuw ontwakende en groeiende leven. Zijn eerste dichtbundel, Digte (1909), behandelt dan ook de storm en jubel van het voorjaar. De essentie van de beleving is de intimiteit. Gevoel, intelligentie, fantasie en zintuigen werken voortdurend samen in zijn werk. Naast het zintuigelijke speelt ook het reflecterende een grote rol, evenals de fantasie.
De Noorse componist zette in 1920 een aantal gedichten van Bull op muziek onder de titel Tre digte af Olaf Bull.

## Høst(Herfst)
| Noors origineel Der er høst i dine øine, høst, som blaaner imod kulde - Stjerneskud! Og se, et snefnug — — - Det er hændt, som hænde skulde Lille, alt skal trodse døden, gro sig frem for anden gang. - Dine kysses vilde roser overvintrer i min sang. | Nederlandse vertaling Er is herfst in je ogen, herfst, haar bladeren vallen koude - Vallende sterren! En zie, een sneeuwvlok - - - Het gebeurt zoals het gebeuren zoude. Klein, als om de dood te trotseren, groeit het voort naar een andere tied. - Jouw kus vraagt om rozen Overwintert in mijn lied. |